# Krasnopușcea, Berejanî

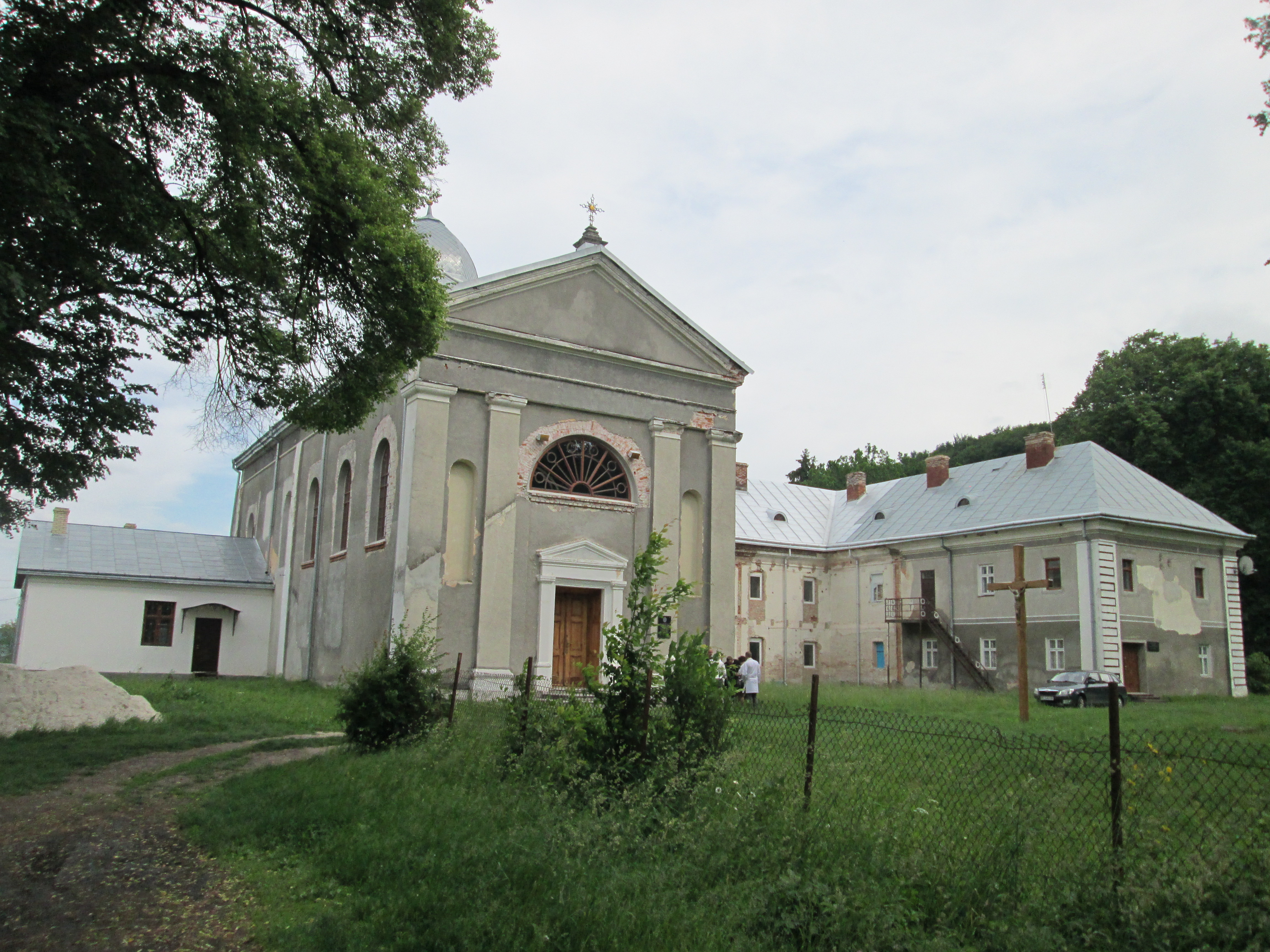
Basilian monastery in Krasnopushcha

Krasnopușcea (în ucraineană Краснопуща) este un sat în comuna Urman din raionul Berejanî, regiunea Ternopil, Ucraina.

## Demografie
Componența lingvistică a localității Krasnopușcea
     Ucraineană (98,95%)
     Rusă (1,05%)
Conform recensământului din 2001, majoritatea populației localității Krasnopușcea era vorbitoare de ucraineană (98,95%), existând în minoritate și vorbitori de rusă (1,05%).